# 渋谷区立図書館
渋谷区立図書館（しぶやくりつとしょかん）は、東京都渋谷区にある公共図書館。本部は渋谷区立中央図書館。

## 特色
渋谷区立中央図書館はインターネット、データベースで調べものができるセルフレファレンスコーナーや自動貸出機など最新の設備を備え、英語を中心とした外国語図書コーナーが設置されている。また、児童図書コーナーを充実させ、読書相談などを行い、児童の読書活動を支援している。教育センターの視聴覚ライブラリー・教科書センター・調査研究部がある。
また、2017年4月9日に渋谷区立図書館システムが新しくなり、同時に公式サイトもリニューアルされた。2018年2月16日には電子書籍サービスを開始（試行）、インターネットから電子書籍を貸出、返却、予約ができるようになった。

## 図書館一覧

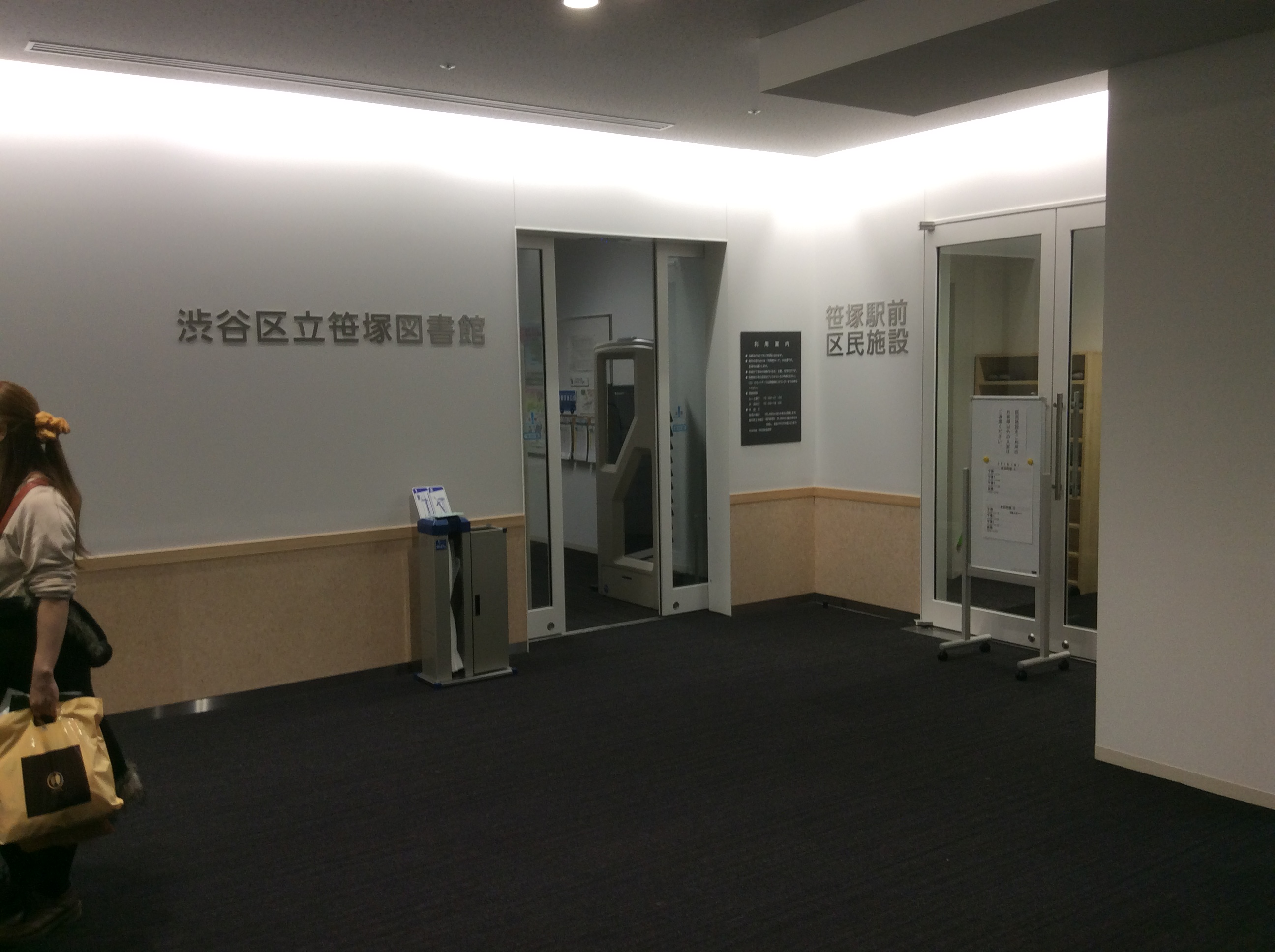
笹塚図書館の入口

### 渋谷区立中央図書館
- 所在地：〒150-0001 渋谷区神宮前1-4-1
- 建物概要：鉄筋コンクリート造、地下1階地上5階 4,450m2
- 開館：2010年（平成22年）5月に移転・開館
- 蔵書数：所蔵規模34万冊（一般書 約19万4千冊、児童書 約2万7千冊、外国語図書 約1万冊、保存庫資料(一般書) 約5万9千冊）
- 開館時間：火曜 - 土曜日 9時 - 21時、日曜・月曜日・祝・休日 9時 - 18時
- 休館日：第1月曜日、第3木曜日(館内整理日)、年末年始、特別整理期間
  - 祝休日にあたる場合は開館し、直後の平日が休館
- 交通：JR山手線 原宿駅下車、徒歩5分

### 渋谷区立こもれび大和田図書館
- 所在地：〒150-0031 渋谷区桜丘町23-21 文化総合センター大和田2階
- 建物概要：鉄筋コンクリート造 地上12階、地下1階の2階部分 608m2
- 開館：
- 蔵書数：一般書 約4万4千冊、児童書 約1万3千冊、外国語児童図書 約900冊
- 開館時間：月曜日 - 土曜日 9時 - 21時、日曜日・祝・休日 9時 - 17時
- 休館日：第2月曜日とその前週の火曜日、第4月曜日とその前週の火曜日、第2木曜日(館内整理日)、年末年始、特別整理期間
  - 祝休日にあたる場合は開館し、直後の平日が休館
- 交通：

### 渋谷区立笹塚図書館
- 所在地：〒151-0073 渋谷区笹塚1-47-1 メルクマール京王笹塚4階
- 建物概要：鉄筋コンクリート造、地上21階、地下2階の4階部分 440m2(1階は中幡・笹塚子育て支援センター)
- 開館：2015年（平成27年）3月15日までは渋谷区笹塚1-27-1にあったが、4月1日にメルクマール京王笹塚4階に移転
- 蔵書数：一般書 約3万8千冊、児童書 約1千冊
- 開館時間：火曜 - 土曜日 10時 - 21時、日曜・祝休日 10時 - 18時
- 休館日：月曜日(祝休日にあたる場合は開館)、第2木曜日(館内整理日)(祝休日にあたる場合は開館し、直後の平日が休館)、年末年始、特別整理期間
- 交通：京王線笹塚駅下車徒歩1分。

### 渋谷区立笹塚こども図書館
- 所在地：〒151-0073 渋谷区笹塚3-3-1
- 建物概要：鉄筋コンクリート造 地上4階の2階部分 361m2 (1階は中幡・笹塚子育て支援センター)
- 開館：
- 蔵書数：一般書 約2千冊、児童書 約2万6千冊、外国語児童図書 約200冊
- 開館時間：10時 - 17時
- 休館日：月曜日、第2木曜日(館内整理日)、年末年始、特別整理期間
  - 祝休日にあたる場合は開館し、直後の平日が休館
- 交通：京王線「笹塚」駅下車徒歩12分。京王バス(渋63・中41・中45・宿41・宿45)系統、ハチ公バス(春の小川ルート)「笹塚こども図書館」バス停下車徒歩1分。

### 渋谷区立富ケ谷図書館
- 所在地：〒151-0064 渋谷区上原1-46-2
- 建物概要：鉄筋コンクリート造、地上2階建ての1階の一部 510m2
- 開館：
- 蔵書数：一般書 約3万8千冊、児童書 約2万冊
- 開館時間：火曜 - 土曜日 9時 - 19時、日曜・月曜日・祝休日 9時 - 17時
- 休館日：第1月曜日とその翌週の火曜日、第3月曜日とその翌週の火曜日、第2木曜日(館内整理日) 、年末年始、特別整理期間
  - 祝休日にあたる場合は開館し、直後の平日が休館
- 交通：小田急線「代々木八幡」駅下車徒歩3分。東京メトロ千代田線「代々木公園」駅下車徒歩３分。京王バス（渋63・渋64・渋66）系統、都バス（渋66）系統、ハチ公バス（春の小川ルート）「代々木八幡駅入口」バス停下車徒歩3分。京王バス（渋60・渋68・渋69）系統、ハチ公バス（丘を越えてルート）「上原一丁目」バス停下車徒歩2分。

### 渋谷区立西原図書館
- 所在地：〒151-0066 渋谷区西原2-28-9
- 建物概要：鉄筋コンクリート造 地下1階地上3階の2・3階部分 631m2(1階は西原出張所)
- 開館：
- 蔵書数：一般書 約5万8千冊、児童書 約1万5千冊　外国語図書 約1万冊　保存庫資料(一般書) 約5万9千冊
- 開館時間：火曜 - 土曜日 9時 - 19時、日曜・月曜日・祝休日 9時 - 17時
- 休館日：第1月曜日とその翌週の火曜日、第3月曜日とその翌週の火曜日、第2木曜日(館内整理日)、年末年始、特別整理期間
  - 祝休日にあたる場合は開館し、直後の平日が休館
- 交通：京王新線「幡ヶ谷」駅下車4分。京王バス(渋63・渋66)系統「幡ヶ谷駅」バス停下車徒歩5分。都バス(渋66)系統「幡ヶ谷駅前」バス停下車徒歩5分。ハチ公バス(春の小川ルート)「コミュニティ・せせらぎ」バス停下車徒歩5分。

### 渋谷区立本町図書館
- 所在地：〒151-0071 渋谷区本町1-33-5
- 建物概要：鉄筋コンクリート造 地下1階地上3階 1,400m2
- 開館：
- 蔵書数：一般書 約7万6千冊、児童書 約1万6千冊、LD・DVD 約4千点、（保存庫：一般書 約5万1千冊、児童書 約1万1千冊）
- 開館時間：火曜 - 土曜日 9時 - 19時、日曜・月曜日・祝休日 9時 - 17時
- 休館日：第2月曜日とその前週の火曜日、第4月曜日とその前週の火曜日、第2木曜日(館内整理日)、年末年始、特別整理期間
  - 祝休日にあたる場合は開館し、直後の平日が休館
- 交通：京王新線「初台」駅下車徒歩7分。京王新線「幡ヶ谷」駅下車徒歩10分。京王バス(渋63・渋66)系統、都バス(渋66)系統、ハチ公バス(春の小川ルート)「幡代」バス停下車徒歩4分。京王バス(宿41・宿45）系統、ハチ公バス(春の小川ルート)「本町一丁目」バス停下車徒歩2分。

### 渋谷区立代々木図書館
- 所在地：〒151-0053 渋谷区代々木3-51-8
- 建物概要：鉄筋コンクリート造 地上4階建て区民施設の4階 320m2
- 開館：
- 蔵書数：一般書 約2万5千冊、児童書 約9千冊
- 開館時間：月曜・水曜・木曜・金曜日 11時 - 19時、土曜・日曜日・祝休日 9時 - 17時
- 休館日：火曜日・第3日曜日、第2木曜日(館内整理日) （祝休日にあたる場合は開館し、直後の平日が休館）、年末年始、特別整理期間
- 交通：

### 渋谷区立臨川みんなの図書館
- 所在地：〒150-0012 渋谷区広尾1-9-17
- 建物概要：鉄筋コンクリート造 地上3階建ての1・2階部分 924m2 (学校図書館236㎡を含む)
- 開館：
- 蔵書数：一般書 約5万1千冊、児童書 約2万6千冊
- 開館時間：火曜 - 土曜日 9時 - 19時、日曜・月曜日・祝休日 9時 - 17時
- 休館日：第2月曜日とその前週の火曜日、第4月曜日とその前週の火曜日、第2木曜日(館内整理日)、年末年始、特別整理期間
  - 祝休日にあたる場合は開館し、直後の平日が休館
- 交通：JR山手線・東京メトロ日比谷線「恵比寿駅」下車 徒歩12分

## 過去に存在した図書館

### 渋谷区立渋谷図書館
- 所在地：〒150-0011 渋谷区東1-6-6
- 建物概要：鉄筋コンクリート造 地下2階地上2階 1,731m2
- 開館：
- 閉館：2022年3月31日[2]
- 蔵書数：一般書 約7万6千冊、児童書 約2万冊、CD 約2万1千点、カセット 約4千点
- 開館時間：火曜 - 土曜日 9時 - 19時、日曜・月曜日・祝休日 9時 - 17時
- 休館日：第1月曜日とその翌週の火曜日、第3月曜日とその翌週の火曜日、第2木曜日(館内整理日)、年末年始、特別整理期間
  - 祝休日にあたる場合は開館し、直後の平日が休館
- 交通： JR、東急線、東京メトロ、京王井の頭線「渋谷」駅下車徒歩15分。都バス（学03）系統「国学院大学前」バス停下車徒歩2分。ハチ公バス（夕やけこやけルート）「渋谷図書館入口」バス停下車徒歩2分。

## 和田誠記念文庫
2021年12月17日、渋谷区立中央図書館に自著や装丁を手掛けた本、蔵書や本棚、打ち合わせに使用されたテーブルや椅子などが寄贈され、図書館4階に「和田誠記念文庫」が開設された。